# FC KHT
FC KHT는 경기도 포천에 위치한 유소년 축구 육성센터이다. 'FC KHT 클리닉', 'FC KHT 이동U-18 'FC KHT 일동U-18' 'FC KHT 일동U-15' 등을 운영 중이며, U-18팀과 U-15팀의 경우 각각 일동고등학교외 일동중학교 축구부로 활약 중이다.
역사
2021 추계 전국중등축구대회 [백호그룹] U-15 우승🏆
2022 춘계 전국중등축구대회 [안동시] U-15 준우승🏆
2022 경기도 꿈나무 축구대회(중등 선발부) 3위🏆
2023 추계 제천의병 전국중등축구대회  U-14 준우승🏆
2024 금석배 전국고등축구대회 U-18 준우승🏆
2024 경기도 꿈나무 축구대회(중등 선발부) 3위🏆
2025 제24회 전국대한축구협회장배 U-14 3위🏆
2025 제24회 전국대한축구협회장배 U-15 우승🏆

## 같이 보기
- 김희태
- 일동고등학교
- 일동중학교
- 이동중학교